# Punta Antonelli
Punta Antonelli ist eine Landspitze im Nordosten von Hoseason Island im Palmer-Archipel vor der Westküste des Grahamlands auf der Antarktischen Halbinsel.
Argentinische Wissenschaftler benannten sie nach Antonio Antonelli, Maschinist an Bord der Pampa bei einer Versorgungsfahrt zur Orcadas-Station auf Laurie Island im Jahr 1938.